# Gian Girolamo Albani

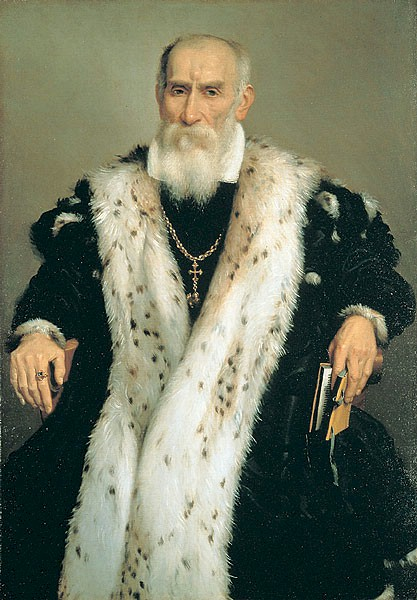
Albani auf einem Gemälde von Giovan Battista Moroni

Gian Girolamo Albani (* 3. Januar 1504 in Bergamo; † 15. April 1591 in Rom) war ein italienischer Kardinal der Römischen Kirche.

## Leben

Wappenschild von Gian Girolamo Albani

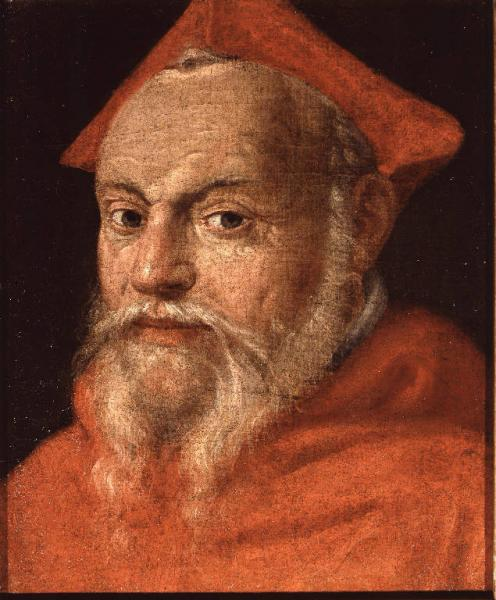
Albani in der Chorkleidung eines Kardinals (Gemälde aus der Schule von Cavagna Gian Paolo, nach 1570)

Albani entstammte einer ursprünglich aus Albano Sant’Alessandro bei Bergamo stammenden Adelsfamilie, die sich auf einen im Jahr 967 erwähnten Rotopaldo de Albano zurückführt. Sie ist nicht zu verwechseln mit der 1464 aus Albanien nach Urbino eingewanderten, gleichnamigen Familie Albani, die ein anderes Wappen führte und welcher Papst Clemens XI. und eine Reihe von Kardinälen entstammten.
Gian Girolamo Albani war für die Römische Kurie in zahlreichen diplomatischen Aufträgen unterwegs, so unter anderem um die christlichen Fürsten gegen die Türken zu vereinen. Ohne je die Diakonenweihe empfangen zu haben, wurde er im Konsistorium vom 17. Mai 1570 von Papst Pius V. zum Kardinalpriester erhoben und erhielt die Titelkirche San Giovanni a Porta Latina. Albani nahm am Konklave 1585 teil, das Sixtus V. erwählte. Er war ein Freund des Dichters Torquato Tasso, anerkannter Kanonist und Herausgeber verschiedener Studien.

## Werke
- De donatione Constantini. Köln 1535.
- De cardinalatu. Rom 1541.
- De potestate papae et concilii. Venedig 1544.
- De immunitate ecclesiarum. Rom 1553.